# Chemisenkleid

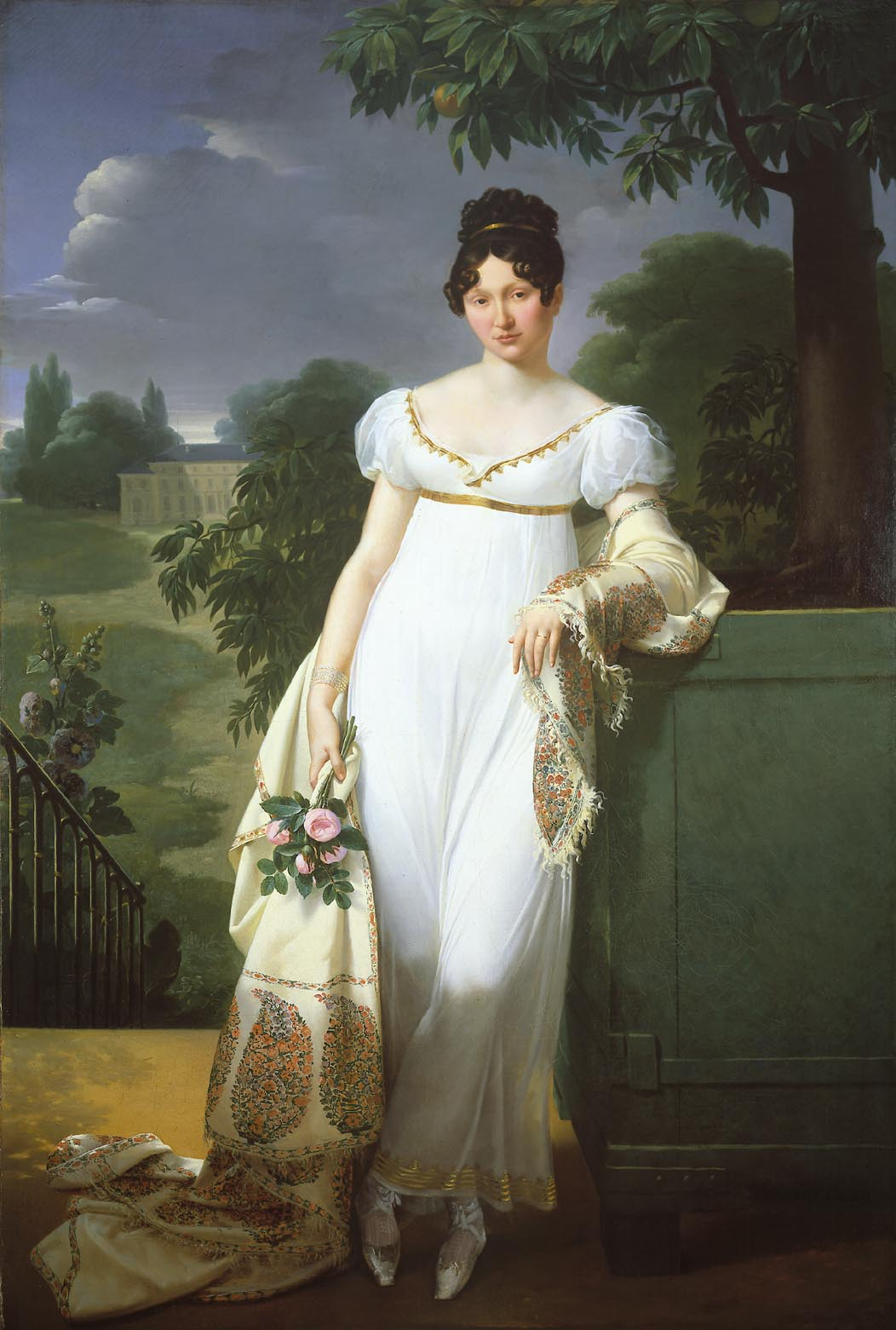
Félicité-Louise-Julie-Constance de Durfort, Noblesse d’Empire de Beurnonville im Chemisenkleid, Gemälde von Merry-Joseph Blondel, 1808

Das Chemisenkleid (französisch Chemise ‚Hemd‘), auch Empirekleid oder Chemise, war während des Directoire und Empire ein in ganz Europa verbreitetes langes Damenkleid aus dünnem, transparentem Stoff, meist Musselin. Es war tunikaartig geschnitten und unter der Brust meist mit einem Band oder einem Gürtel zusammengefasst und fiel ansonsten frei ohne Taillierung.
Das Chemisenkleid war die sichtbarste Ausformung der Mode à la grecque. Wegen des durchscheinenden Stoffes wurde dieser Stil auch spöttisch und abwertend „Nacktmode“ genannt.

## Geschichte

### Vorgeschichte
Der Begriff Chemisenkleid geht auf die Chemise zurück, der französische Begriff für das in ganz Europa von Männern und Frauen getragene tunikartige Unterkleid mit Ärmeln. Der Begriff wurde erstmals in den 1780er Jahren für ein Obergewand verwendet, als sich Königin Marie Antoinette 1783 von Élisabeth Vigeé Lebrun in einem Kleid à gaulle porträtieren ließ, einem informellen, weißen Kleid der kolonialen Elite in Französisch-Westindien. Wegen seiner Ähnlichkeit zum Unterhemd wurde das Kleid in der Öffentlichkeit schnell Chemise à la reine getauft und aus dem anfänglichen Skandal entstand eine neue Vorliebe für weiße Kleider, vornehmlich aus Musselin.
Zugleich entstand im Großbritannien der 1770er bis 1790er Jahre die Mode à l’anglaise, bei der bequemere und bürgerlich anmutende Kleidung für beide Geschlechter populär wurde. Der englische Landadel wandte sich damit auch gegen die höfische französische Mode.

### Entstehung des Chemisenkleides

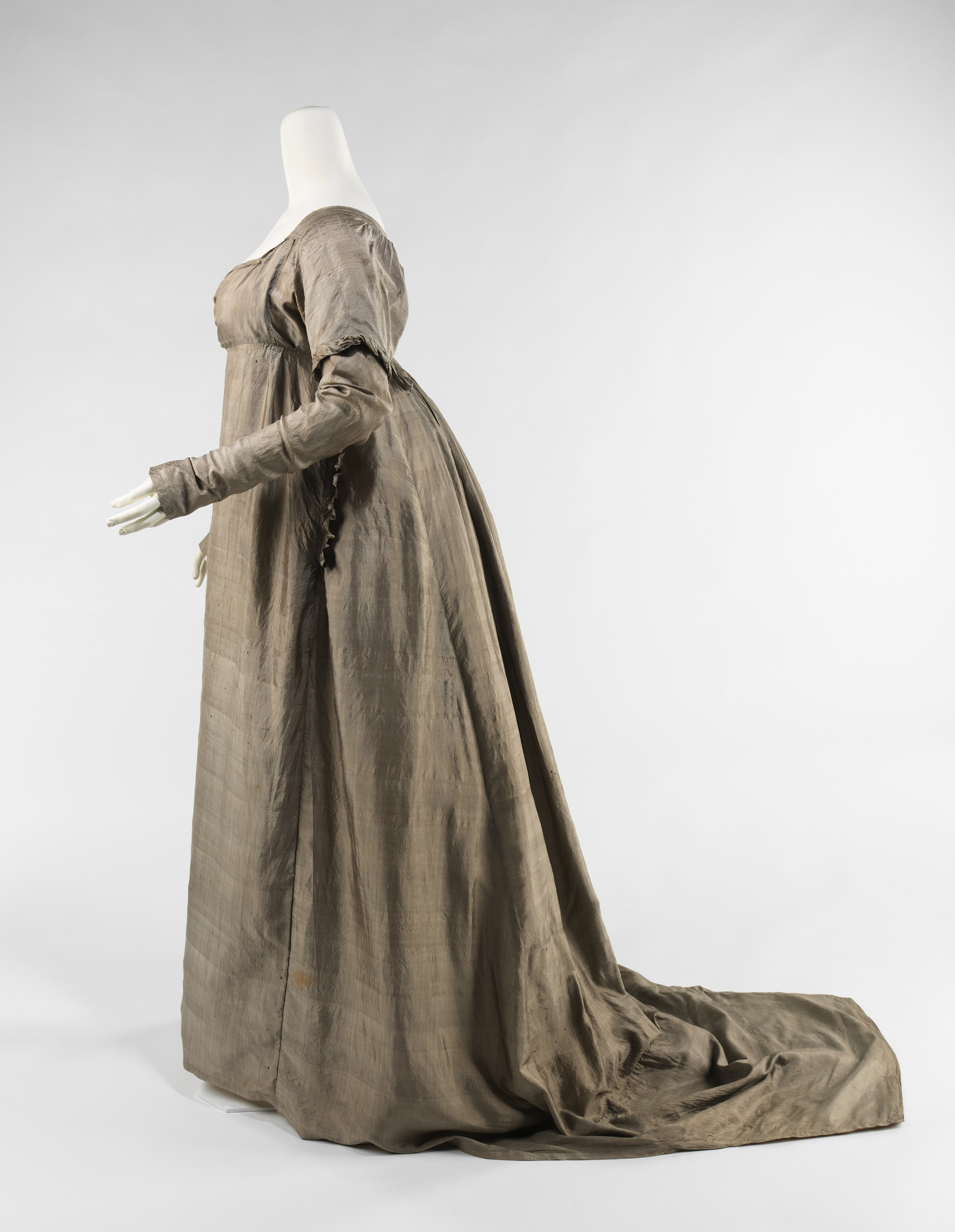
Seidenes Chemisenkleid aus Amerika, ca. 1805, Sammlung des Metropolitan Museums of Art

Erste Kleider à la grecque tauchten 1788 in Venedig und Paris auf. Da im Frankreich der Revolutionszeit auf Reifrock und Korsett verzichtet wurde, konnte sich die Silhouette der Damenmode auf diese Weise ändern. Unter dem Kleid wurde kein Korsett, sondern nur ein Mieder- oder Brustleibchen getragen. Darauf folgte ein Unterkleid, ab 1795 dann stattdessen auch ein hautfarbenes oder weißes Trikot. Bis etwa 1806 wies das Chemisenkleid, das schon aufgrund der benötigten Stoffmenge und -qualität ein aufwändiges und daher den Damen der Oberschicht vorbehaltenes Kleidungsstück war, häufig eine Schleppe auf.
Im Anschluss an den Ägyptenfeldzug Napoleons entwickelte sich in Frankreich das Chemisenkleid zur Tunique à la Mameluck weiter. Sie ergänzte die Chemise durch einen halb- bis dreiviertellangen Überrock, der vom Brustband herabfiel und vorn offen war. Nach dem Sturz Napoleons 1813/14 änderte sich dann die Mode in Richtung stärkerer Verhüllung: das Zugband fiel weg und wurde durch eine am Rücken liegende Kleidknöpfung bzw. -schnürung ersetzt, der Stoff wurde leicht versteift und fiel glatt zum nun knöchellangen Saum, die zuvor teils nur angedeuteten Ärmel wurden länger und gepufft oder man trug lange Ärmel mit Oberarmpuffen à la Renaissance. Im Übergang zum Biedermeier wurde das Dekolleté deutlich sparsamer und schloss mit einer steifen Halskrause oder einem Zackenband (dent de loup „Wolfszahn“) ab. Der zuvor ganz schlichte Stoff erhielt üppigen Aufputz in Form von Borten, Rüschen, Zackenbändern und Kunstblumen.
Über das Empire hinaus blieb die Schleppe weiterhin an Ballkleidern und in Form der Courschleppe erhalten. Gegen 1820 wurde allmählich wieder die natürliche Körpertaille betont.

## Material und Form
Da man fälschlich Weiß für die Farbe der Antike hielt, waren die Chemisenkleider aus weißem Stoff, als farbige Akzente dienten Brustbänder, zum Beispiel in Rosa oder Zartblau, florale Stickerei oder ein Mäanderband am Saum. Das Chemisenkleid wurde gerne mit einem Canezou, Fichu oder Shawl kombiniert, im Winter wurde ein Spencer oder eine Redingote getragen.
Als Material wurden neben Musselin auch andere Baumwollgewebe in Leinwandbindung (Batist, Kattun, Linon), Leinen, netzartige Gewebe (Gaze, Tüll, Spitzen über Taft) oder – vor allem im Frankreich Napoleon Bonapartes – auch Seide verwendet.

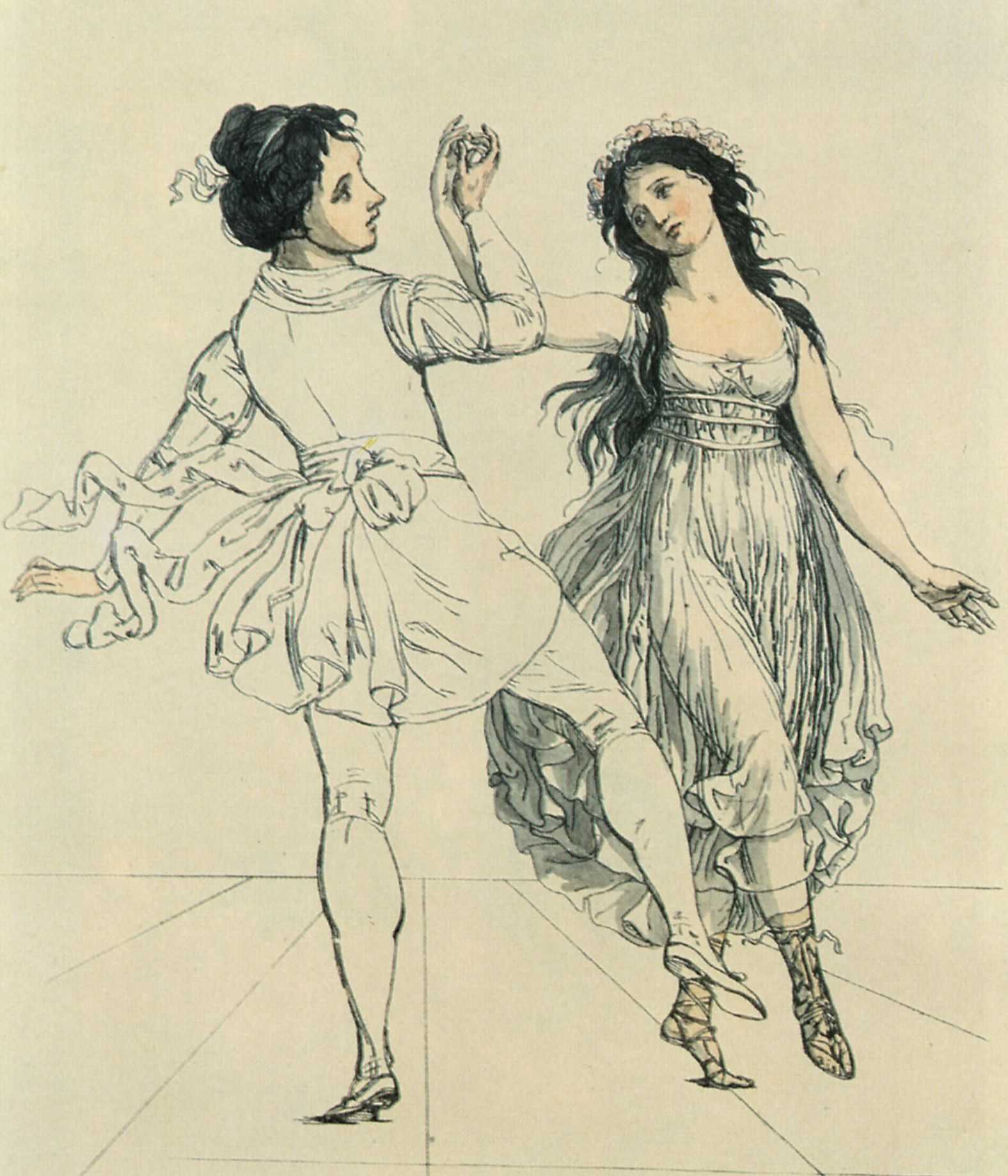
Fleischfarbene Trikots und Unterkleider ließen den Eindruck von Nacktheit entstehen, hier das Tänzerpaar Viganò auf einer Zeichnung von Johann Gottfried Schadow, 1797.
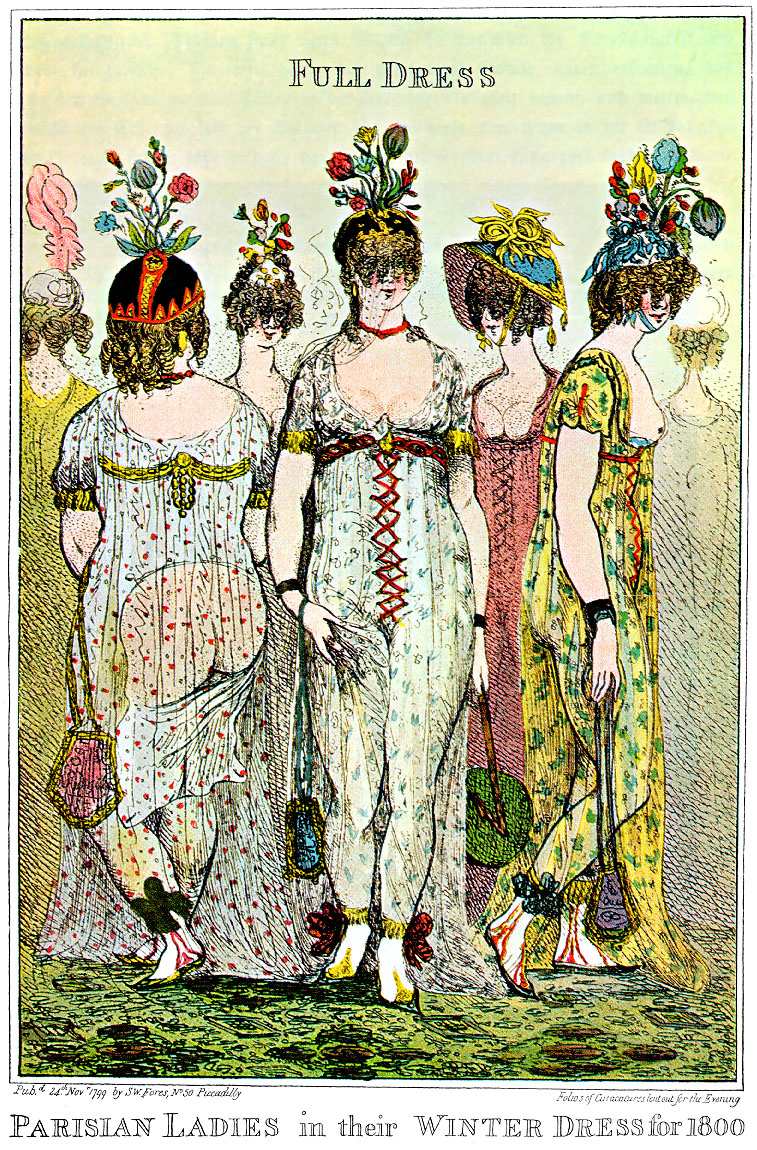
Eine Karikatur der „Nacktmode“, 1799
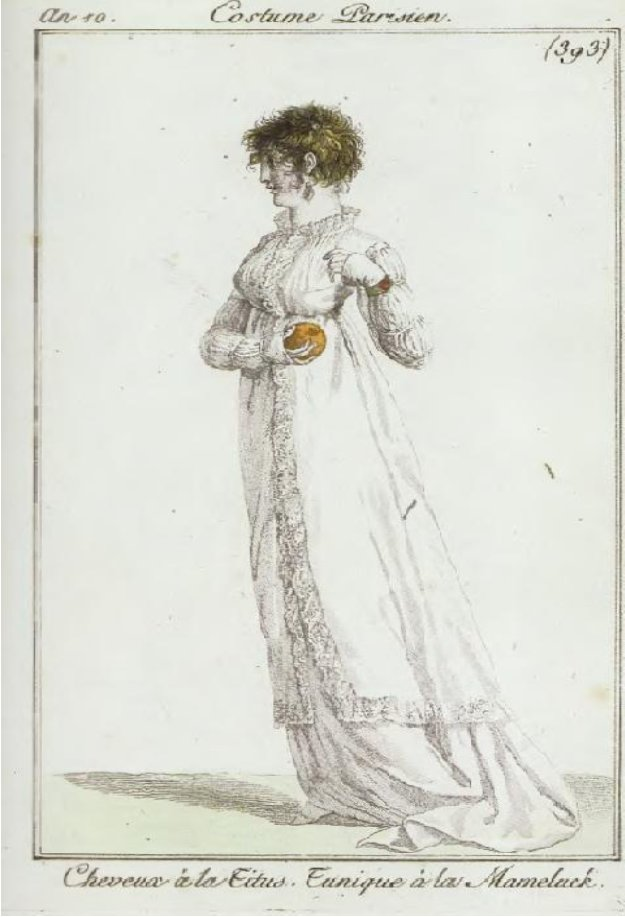
Tunique à la Mameluck und Tituskopf, 1803
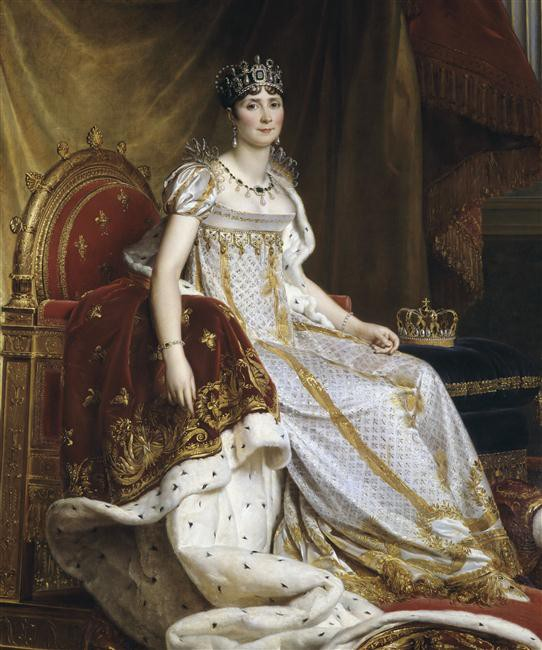
Kaiserin Joséphine hatte wesentlichen Anteil an der Verbreitung des Chemisenkleides, hier als Krönungskleid getragen, ca. 1807–1808
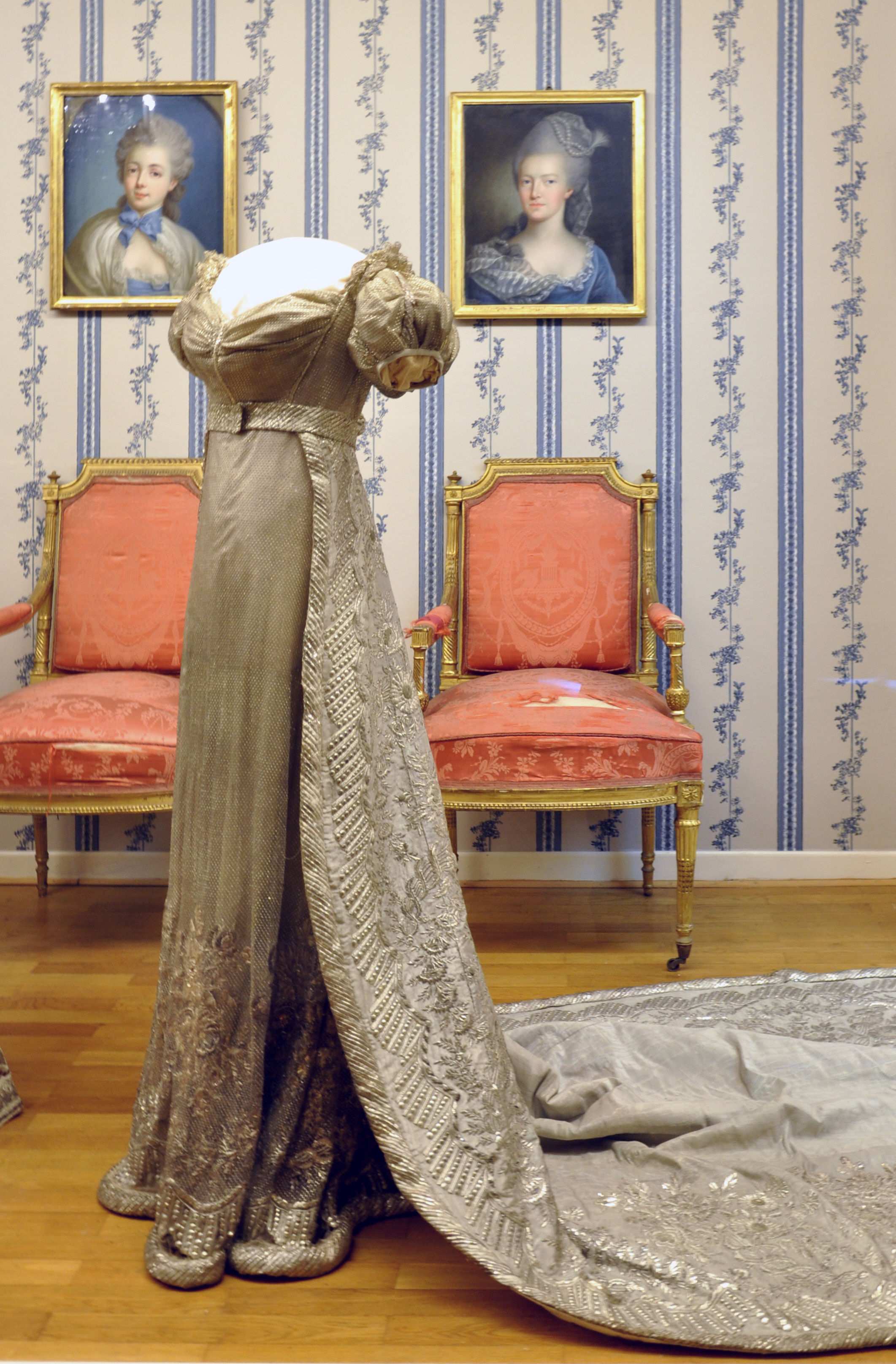
Kleid der Königin Luise von Preußen mit Courschleppe, Schlossmuseum Darmstadt